# Datinha
Luiz Alberto do Nascimento Braga (12 de abril de 1988), mais conhecido como Datinha, é um jogador de futebol de areia brasileiro que atualmente joga como zagueiro. Jogador versátil, já foi designado atacante e meio-campista ao longo de sua carreira.

## Carreira
Anteriormente pescador, Datinha, descrito como "tímido", começou a se dedicar seriamente ao futebol de areia em 2010, disputando o Campeonato Estadual local, no Maranhão, e posteriormente o Campeonato Brasileiro. Foi convocado pela primeira vez para a Seleção Brasileira em 2012.
Ele venceu a Copa do Mundo de 2017 e de 2024 representando o Brasil e conquistou o prêmio Bola de Bronze (terceiro melhor jogador) da competição em seu primeiro título; também disputou outras quatro Copas do Mundo (2013, 2015, 2019 e 2021). Além disso, ele foi eleito um dos três melhores jogadores do mundo no prêmio Beach Soccer Stars de 2018.
Datinha também é membro de longa data do clube russo BSC Kristall, tendo marcado mais de 200 gols e disputado quase 300 partidas pelo time em todas as competições entre 2012 e 2021, período em que foi campeão europeu quatro vezes e campeão da liga russa em seis ocasiões. Ele foi persuadido pelos colegas internacionais brasileiros Bruno Xavier e Jorginho a seguir o futebol de areia na Rússia. O também jogador de futebol da seleção brasileira, Hulk, foi uma inspiração para Datinha durante sua carreira. Ele também continua jogando pelo Sampaio Corrêa do Brasil.

## Títulos
Seleção Brasileira
- Copa do Mundo: 2017, 2024
- Jogos Mundiais de Praia: 2019
- Copa Intercontinental: 2014, 2016, 2017
- Copa América: 2016, 2018
- Mundialito: 2017, 2023
- Jogos Sul-Americanos de Praia: 2019

BSC Kristall
- Taça Europeia: 2014, 2015, 2020, 2021
- Mundialito de Clubes: 2015